# Базби, Зейн
Зейн Ба́зби (англ. Zane Buzby) — американский режиссёр, актриса

, сценаристка, продюсер и меценат.

## Биография и карьера
Зейн Базби выросла в Нью-Йорке и с отличием окончила Hofstra University, получив степень по актёрскому мастерству и драматической литературе. Она начала свою карьеру в шоу-бизнесе в качестве киномонтажёра, работающего над фильмами The Beatles'. Её первой ролью в кино стала работа в фильме Карла Райнера «О, Боже!» (1977). Позже она появилась в фильмах «Укуренные» (1978) (наряду с комедийным дуэтом Чич и Чонг), «Америкафон» (1979) (с Джоном Риттером), «Воссоединение класса Лампуна» (1982), сценарий к которому был написан Джоном Хьюзом, фильме Джерри Льюиса «Cracking Up» и в псевдодокументальном фильме Роба Райнера «Это — Spinal Tap» (1984). Она также снялась и выступила режиссёром комедийного фильма «Последний курорт» (1986), где в главной роли снялся Чарлз Гродин.
Затем она стала телевизионным режиссёром, её наставником стал Джеймс Берроуз, а Эдгар Джей Шекрик продюсировал её фильмы. Она сняла более 200 эпизодов для различных телесериалов.
Позже Базби посвятила себя благотворительности, помогая оставшимся в живых жертвам Холокоста в Восточной Европе. Она является основателем проекта «Пожилая жертва», неотложной гуманитарной деятельности, которая обеспечивает чрезвычайной помощью последним жертвам Холокоста в Восточной Европе. Она также является основателем образовательного архива Холокоста SMP, растущего хранилища тысяч писем от оставшихся в живых и сотен часов видеозаписи из пяти стран Восточной Европы тематики «Холокост на Востоке». Она получила многочисленные награды за свою гуманитарную работу и приверженность тяжёлому делу, которому она служит.
Она и её партнёр Конан Беркли вместе работают над документальными фильмами.